# Litteraturåret 1862

## Priser och utmärkelser
- Kungliga priset – Sven Nilson
- Letterstedtska priset för översättningar – Carl August Hagberg för hans översättningar av Shakespeare
- Svenska Akademiens stora pris – Emilie Flygare-Carlén

## Nya böcker
- Bibelns lära om Kristus (1862–1868–1880, teologi, varje ny upplaga kompletterades med nytt material) av Viktor Rydberg
- Kjærlighedens Komedie, drama av Henrik Ibsen
- Salammbô av Gustave Flaubert
- Samhällets olycksbarn av Victor Hugo
- Sigrid Liljehorn av Fredrika Runeberg

## Födda
- 27 februari – Agnes Branting (död 1930), svensk textilkonstnär och författare.
- 28 mars – Sophie Nordling,  svensk författare.
- 17 juli – Oscar Levertin (död 1906), svensk författare, kulturskribent och litteraturhistoriker.
- 29 augusti – Maurice Maeterlinck (död 1949), belgisk författare, nobelpristagare 1911.
- 15 november – Gerhart Hauptmann (död 1946), tysk författare, nobelpristagare 1912.